# A Minha Mãe Cozinha Melhor Que a Tua
A Minha Mãe Cozinha Melhor Que a Tua foi um programa de televisão português de culinária emitido na RTP1, produzido pela FremantleMedia Portugal e apresentado por José Carlos Malato.
O programa, que estreou no dia 5 de novembro de 2016 e que dava inicialmente aos sábados à noite, contava numa primeira fase com apenas famosos. Entre o dia 2 de janeiro de 2017 e 26 de janeiro de 2018, o programa passou a ser transmitido de segunda a sexta às 12h15, passando a contar a partir desse dia com apenas concorrentes anónimos.

## Formato
Duas equipas de dois concorrentes (composta por mãe e filho) competem para confeccionar as receitas mais saborosas que fizeram as delícias da família por gerações. Objetivo: criar o melhor prato para vencer a prova, conquistar o prémio final e continuar em competição; isto porque os vencedores podem voltar para defender o título no máximo de quatro programas. As duplas têm 30 minutos para preparar o prato, mas apenas um põe a mão na massa. O segundo elemento dá as instruções e certifica-se que o aprendiz segue a receita à risca. Em caso de “desespero” pode carregar no botão de pânico, entrar na cozinha e pôr as mãos à obra. Mas neste caso o relógio dobra a velocidade… Por último, cabe ao Chef a degustação, às cegas, dos pratos e dar veredicto final. Em cada episódio são apresentadas duas famílias, e ao longo do programa vamos ficando a conhecer um pouco mais sobre as suas histórias, habilidades de cozinha, os episódios mais engraçados e desastrados.

## Chefs/Jurados
- Chef Filipa Gomes
- Chef Fábio Bernardino
- Chef Inês Fernandes
- Chef Marta Bártolo
- Chef Sónia Pontes